# Christian Frederik Hansen (politiker)
Christian Frederik Hansen, född 29 november 1788 i Helsingör, död 22 juni 1873, var en dansk militär, ämbetsman och politiker.
Hansen blev överstelöjtnant 1839 och var en av upphovsmännen till härordningen 1842. År 1848 blev han departementschef i krigsministeriet och kommissarie vid armén. Begåvad och energisk men självsrådig och envis, kom Hansen i strid med överbefälhavaren Hans Hedemann, men utmärkte sig senare som generalmajor vid Nybøl och Dybbøl. År 1849 blev han generallöjtnant, och var krigsminister november 1848–juli 1851 och 1852–1854. Med stor duglighet organiserade han armén under krigsåren men ingrep på ett föga lyckligt sätt i överkommandots sammansättning och planer. Till parlamentariker var Hansen föga lämpad, ovillig att böja sig för riksdagens finansiella kontroll och en dålig talare. Genom kunglig resolution 1852 fick han monarkins härenhet genomförd, och lät under Krimkriget uppföra provisoriska befästningar – 1856 frikänd härifrån vid riksrätten – avskedade oppositionella ämbetsmän som Carl Georg Andræ och Carl Christian Hall och hade hårda sammanstötningar med Folketinget. Åren 1864–1865 måste han som krigsminister företa den efter förlusten av hertigdömena nödvändiga härreduktionen.